# Doctor Steel
Doctor Steel (pełna wersja Doctor Phineas Waldolf Steel) – amerykański muzyk i osobowość internetowa, pochodzący z Los Angeles. Wielokrotnie podawany jako przykład twórcy muzyki steampunkowej.

## Dyskografia
- Dr. Steel (2001)
- Dr. Steel II: Eclectic Boogaloo (2001)
- People of Earth (2002)